# Ranunculus pichleri
Ranunculus pichleri är en ranunkelväxtart som beskrevs av Josef Franz Freyn och Otto Stapf. Ranunculus pichleri ingår i släktet ranunkler, och familjen ranunkelväxter. Inga underarter finns listade i Catalogue of Life.